# Tempête tropicale Harvey (2005)
Pour les articles homonymes, voir Cyclone tropical Harvey.
La tempête tropicale Harvey a été la 8e de la saison cyclonique 2005 dans le bassin de l'océan Atlantique. Le nom Harvey avait déjà été utilisé en 1981, 1993 et 1999.

## Évolution météorologique
Le 22 juillet 2005, une onde tropicale quitta la côte de l'Afrique de l'Ouest. Celle-ci se dirigea vers l'ouest, sans convection atmosphérique significative. Le 30 juillet, un creux dépressionnaire de surface associé à la portion nord de l'onde traversa Porto Rico et prit une direction nord le 1er août. Un creux de haute altitude situé à l'ouest, produisant des vents cisaillants, empêcha toute organisation du système.
Le 2 août, le creux de haute altitude se déplaça vers l'ouest et permit à l'activité convective de s'accroître sur les portions nord et est du creux de surface. Vers 18:00 UTC, on estima qu'il avait atteint le statut de dépression tropicale, à près de 320 milles nautiques au sud-ouest des Bermudes.
Le creux de haute altitude poussa la dépression vers le nord, tout en continuant de produire des vents cisaillants gênant son développement. Le 3 août, vers 6:00 UTC, la dépression devint tempête tropicale, avec des vents soutenus de 75 km/h, à 250 milles nautiques au sud-ouest des Bermudes. Le National Hurricane Center la désigna sous le nom de Harvey.
Influencé par un autre creux de haute altitude plus au nord, Harvey tourna vers l'est-nord-est. Tard le 3 août, on enregistra des vents soutenus à 95 km/h au centre du cyclone. Le 4 août, vers 6:00 UTC, le centre d'Harvey passa à un peu moins de 40 milles nautiques au sud des Bermudes, y produisant des vents soutenus forts. Harvey atteignit son intensité maximale de 100 km/h à 18:00 UTC à 130 milles nautiques à l'est des Bermudes.
La tempête fut ensuite de nouveau confrontée à du cisaillement. Le 5 août, vers 18:00 UTC, son intensité avait faibli à 85 km/h. Tôt le 6 août, la tempête décéléra et prit une direction nord, influencée par le creux de haute altitude qui se déplaçait vers le nord-est. Plus tard, Harvey fit du "sur place" à 400 milles nautiques à l'est-nord-est des Bermudes, avec une intensité de 95 km/h. Le 7 août, un troisième creux dépressionnaire, ayant quitté la côte du nord-est des États-Unis, poussa le cyclone vers le nord-est. Harvey accéléra lentement pendant quelques jours, demeurant une tempête tropicale, accompagné de vents soutenus de 85 km/h, à bonne distance au sud-est des Provinces maritimes canadiennes.
Le 9 août, à 0:00 UTC, Harvey devint cyclone extratropical, à environ 490 milles nautiques au sud-est de Cape Race (Terre-Neuve). Ce jour-là, la tempête s'intensifia de nouveau à 95 km/h. Le 10 août, son mouvement décéléra et tourna vers l'est. Le 11 août, le cyclone faiblit et se dirigea lentement vers le sud-est. Le 12 août, Harvey perdit ses bandes frontales en voyageant vers le sud. Tôt le 13 août, il était centré au nord-ouest des Açores. Tard le 13 août 2005, un front froid poussa le creux restant vers sa portion nord puis, tôt le lendemain, se dissipa à l'est dudit front.

## Bilan
Les fortes précipitations accompagnant Harvey ont inondé plusieurs routes des Bermudes, sans faire d'autres dommages.